# Seznam korpusov Vojske Jugoslavije
Seznam korpusov Vojske Jugoslavije.

## Seznam
- mehanizirani korpus VJ
- novosadski korpus VJ
- kragujevški korpus VJ
- podgoriški korpus VJ
- užiški korpus VJ
- niški korpus VJ
- leskovški korpus VJ
- prištinski korpus VJ
- korpus za specialne namene VJ